# .in
A .in India internetes legfelső szintű tartomány kódja, melyet 1989-ben hoztak létre. A tartományt az INRegistry tartja karban. Tagjait a kormány nevezi ki.
A 2005-ben liberalizált rendelkezések megengedik a második szintű domainek regisztrálását. A régebbi felépítésű címek regisztrációját sem hagyták abba. Így a következő címek alá lehet regisztrálni:
- .in: bárki használhatja Indiában (magánemberek, cégek, szervezetek)
- .co.in: bankoknak, cégeknek és a bejegyzett védjegyeknek
- .firm.in: általában boltok, jogi személyiséggel nem rendelkező gazdasági társaságok részére
- .net: internetszolgáltatóknak
- .org.in: nonprofit szervezeteknek
- .gen.in: általános használatra
- .ind.in: magánszemélyek részére

Öt címvégződés még mindig csak korlátozott kör számára nyújt alternatívát. Ezek:
- .ac.in: egyetemek
- .edu.in: oktatási intézmények
- .res.in: kuktatóintézetek
- .gov.in: kormányzat
- .mil.in: hadsereg

1992 és 2004 között, a szigorúbb törvény idejében összesen 7000 címet regisztráltattak. 2005 áprilisára 100 000 fölé nőtt a regisztrációk száma, összesen 108 országból regisztráltak. Az előfizetők 80%-a Indiából, Németországból és az USA területéről regisztrált.
Mivel sok angol szó -in re végződik, ez is népszerű címvégződés. Például: http://einste.in (Einstein), vagy http://doma.in Archiválva 2007. július 13-i dátummal a Wayback Machine-ben (domain).

## Külső lapok
- .in kikicsoda
- .in domain regisztráció Archiválva 2006. augusztus 15-i dátummal a Wayback Machine-ben